# La Ville-sous-Orbais
La Ville-sous-Orbais település Franciaországban, Marne megyében. Lakosainak száma 40 fő (2022. január 1.). La Ville-sous-Orbais Igny-Comblizy, Le Breuil, Margny, Orbais-l’Abbaye és Verdon községekkel határos.

## Népesség
A település népességének változása:
| Lakosok száma | 77   | 54   | 40   | 44   | 51   | 52   | 49   | 43   | 42   | 40   |
|               | 1968 | 1982 | 1990 | 2006 | 2013 | 2015 | 2017 | 2019 | 2020 | 2022 |